# Phaonia rufiventris
Phaonia rufiventris är en tvåvingeart som först beskrevs av Giovanni Antonio Scopoli 1763.  Phaonia rufiventris ingår i släktet Phaonia och familjen husflugor. Arten är reproducerande i Sverige. Inga underarter finns listade i Catalogue of Life.